# 沢口靖子
沢口 靖子（、1965年〈昭和40年〉6月11日 - ）は、日本の女優。
本名同じ。大阪府堺市西区堀上緑町出身。東宝芸能所属。身長159cm。スリーサイズはB80 W58 H87。

## 略歴
堺市立平岡小学校卒業後、中学2年生まで堺市立上野芝中学校（西区）→堺市立赤坂台中学校（南区）、大阪府立泉陽高等学校卒業、奈良教育大学入学辞退。
1984年、第1回「東宝シンデレラ」で3万1653人の中からグランプリに選ばれ、芸能界入り。この年の映画『刑事物語3 潮騒の詩』で女優デビュー。このとき映画内の挿入歌「潮騒の詩」も歌い、歌手としてもデビューしている。
映画『ゴジラ』（1984年、東宝）で、第9回日本アカデミー賞新人俳優賞を受賞。挿入歌「さよならの恋人」も歌唱。
1985年度上半期に放送されたNHK連続テレビ小説『澪つくし』のヒロインを演じ、人気と知名度を全国的に定着させた。その後も天然の美貌と笑いを愛する関西人的なノリのギャップを活かし、主演級での出演を中心としてシリアスな役柄から喜劇タッチのコメディーまで、ドラマ、映画、CMなどで型にはまらない役者ぶりを見せ、多方面に活躍を続けている。
1999年10月にスタートしたドラマ『科捜研の女』第1シリーズ（テレビ朝日・東映）に京都府警科学捜査研究所の法医学研究員・榊マリコとして主演。同作はシリーズ化され、初期は低迷気味だった視聴率も2005年頃より安定して長寿番組となった。2019年4月からは初の通年放送となる第19シリーズを放送、2022年より放送枠を従来の木曜20時から移し、2024年にはSeason24が放送された。
第9回『24時間テレビ』（1986年、日本テレビ系）ではチャリティー活動に取り組み、パーソナリティーを務めた。
2015年、第23回橋田賞を受賞。同年、京都府警察のイメージアップに大きく貢献したとして、同本部より感謝状を贈呈された。同年、第13回クラリーノ美脚大賞・特別賞を受賞。

## 人物
- 容貌の美しさは小学生時代の恩師が「とにかく光っているなっていうのが第一印象ですね。芸能人になってもおかしくないやろうなと思いました」（要旨）と語ったほどであった。高校生時には「沢口を守ろう」という親衛隊も大勢いたことが、沢口の故郷では伝説として語り継がれているが、沢口本人は「私は知らないんですよ」と述べており、当時の親衛隊の存在を把握していなかった[17]。
- 憧れの女優としてオードリー・ヘプバーンを挙げており、『ローマの休日』のような大ロマンスを演じてみたいと語ったこともある[18]。
- かつては清純派女優という印象が強かったが、金鳥の「タンスにゴンゴン」のCMでは、田中眞紀子風の政治家やマリリン・モンロー風のセクシー歌手、泉州弁で毒舌を吐く汚れた雛人形やパンクロッカーなどに扮して出演。それまで見せなかったコミカルな面が好評で話題となる。また、これをきっかけとして、地元大阪でのCMならびに番組出演や、舞台『女ひとり』のミヤコ蝶々のように、大阪にゆかりの深い人物を演じることも多くなった。
- 1988年、当時の阪急東宝グループの一つであった阪急ブレーブスが、1000万円の費用をかけ、球団を紹介する3分間のビデオ「Let’s Go Braves」を500巻作成、球団スカウトに携帯させたほか、ドラフト会議指名候補の有力選手を抱える大学、高校の野球部に約250本を送っており、その中で沢口は「みなさん、阪急ブレーブスをご存じですか？実は、私も所属している東宝と同じ阪急東宝グループの仲間なんです」と語りかけていた。しかし、ビデオが公開された1988年10月14日の試写会からわずか5日後に、同球団がオリエント・リース（現在のオリックス）により買収されることが発表されたため、発送されたビデオはすべて回収されている[19]。
- 朝日新聞2010年9月25日付のbeランキング「心に残る朝ドラヒロイン」アンケート結果では、『澪つくし』のヒロインであった沢口が第4位にランクインした[要文献特定詳細情報]。
- テレビドラマ『HOTEL』で高嶋政伸が演じる赤川一平が言う決まり文句である「姉さん、事件です」の姉さん役は沢口であり、電話口での声のみで出演している。
- 桑田佳祐の大ファンであり、2001年冬に放送された桑田佳祐の音楽寅さん（フジテレビ）にて、桑田と鎌倉を擬似デートする企画があった[20]。桑田もデビュー当時からの沢口のファンであることを公言している[21]。
- 1988年に共演者であった阿部寛とのデートが報道された[22]。
- 映画『ゴジラvsビオランテ』（1989年）に登場する怪獣ビオランテは、沢口が演じる白神英理加の細胞から誕生したという設定から、「沢口が怪獣になった」と称されることもある[18]。沢口自身は、自分が着ぐるみに入ってゴジラと戦ったとは思われたくないと述べている[18]。

## 出演作品

### テレビドラマ
- 太陽にほえろ!「第623話 マイコン刑事登場!」（1984年11月9日、日本テレビ）
- 澪つくし[23]（1985年4月1日 - 10月5日、NHK総合、連続テレビ小説） - 主演・古川かをる 役
- 誇りの報酬（1985年10月13日 - 1986年9月21日、日本テレビ） - 芹沢歩 役
- ふたりで旅を フルムーン・ハネムーン（1986年1月4日、NHK総合） - 入江千草 役
- 看護婦物語 いのち、ここに燃えて（1986年1月16日、読売テレビ、木曜ゴールデンドラマ） - 主演・苑子 役
  - 看護婦物語II（1987年12月24日）
- ウエディングドレス（1986年7月1日、日本テレビ、火曜サスペンス劇場） - 主演
- 陽のあたる坂道（1986年8月7日、フジテレビ、木曜ドラマストリート） - 主演・倉本たか子 役
- 縁談・結婚・そのさき×（1986年8月23日、日本テレビ、24時間テレビ 愛は地球を救う） - 主演
- 痛快!OL通り（1986年10月10日 - 12月26日、TBS） - 主演・与那嶺みどり 役
- 新・乳母車（1986年12月1・8日、テレビ朝日、月曜ドラマ9） - 主演・桑原ゆみ子 役
- 春の姉妹（1987年1月1日、読売テレビ）
- 独眼竜政宗（1987年1月4日 - 12月13日、NHK総合、大河ドラマ） - 五郎八姫 役
- 結婚物語（1987年2月14日 - 3月28日、日本テレビ） - 主演・原陽子 役（陣内孝則とのW主演）
  - 新婚物語（1988年10月8日 - 1989年1月28日） - 主演・大島陽子 役（陣内孝則とのW主演）
- さんまの花ムコ見習試験（1987年4月1日、TBS、水曜ドラマスペシャル）
- 誘われ二人旅（1987年9月10・17日、テレビ朝日、ドラマ21）
- 盲目のピアニスト（1987年10月6日、日本テレビ、火曜サスペンス劇場） - 主演・戸津輝美 役
- オヨビでない奴!（1987年、TBS）※ゲスト出演
- 痛快!ロックンロール通り（1988年1月8日 - 3月25日、TBS） - 主演・岩下みどり 役（後藤久美子とのW主演）
  - コンビ復活!!特別企画 痛快!ロックンロール通りファイナル（1989年3月30日）
- 裸足のシンデレラ（1988年2月22日 - 3月11日、NHK総合、銀河テレビ小説） - 主演・天野光 役
- 古都（1988年4月1日、関西テレビ） - 主演・佐田千恵子 ／ 苗子 役（二役）
- 家と女房と男の名誉（1988年4月21日 - 6月30日、フジテレビ、木曜劇場） - 主演・友子 役（神田正輝とのW主演）
- 二十歳 もっと生きたい（1988年8月27日、日本テレビ、24時間テレビ） - 主演・福嶋あき江 役
- 特捜婦警・遠山優子（1988年9月30日、フジテレビ、男と女のミステリー） - 主演・遠山優子 役
- 結婚行進曲（1989年1月2日、フジテレビ）
- 結婚式に出席しません（1989年4月2日、TBS） - 主演・美和 役
- その人の名を知らず（1989年5月3日 - 5日、NHK総合、ドラマスペシャル）
- こちら芝浦探偵社（1989年6月30日 - 9月22日、TBS） - 主演・美和 役（中村雅俊とのW主演）
- 長女の恋（1989年10月25日、日本テレビ、水曜グランドロマン） - 主演・純子 役
- さよなら李香蘭（1989年12月1・2日、フジテレビ、フジテレビ開局30周年記念ドラマ） - 主演・山口淑子 役
- 源義経（1990年1月1日、TBS） - 静御前 役
- 函館のおんな（1990年1月9日、ABCテレビ） - 主演・三枝阿弥子役
- 花燃える日日 -野望の国・第二部-（1990年1月13日 - 2月10日、日本テレビ） - 主演・八代巴 役
- お江戸捕物日記 照姫七変化（1990年2月28日 - 6月6日、フジテレビ） - 主演・お照（照姫） 役
  - 艶姿! 照姫七変化（1991年1月9日）
- HOTEL 最終話 「シー・ユー・アゲイン」（1990年3月22日、TBS / 東映） - 赤川一平の姉 役（声のみ）
- 高円寺純情商店街（1990年4月12日 - 5月3日、テレビ朝日）
- 世にも奇妙な物語 （1990年 - 1992年、フジテレビ）
  - 90'秋の特別編「そこに扉があった」（1990年10月4日） - 主演・綾子 役
  - 91'春の特別編「もう一人の花嫁」（1991年） - 主演・伊藤繭子 役
  - 92'冬の特別編「48年目の約束」（1992年） - 主演・道子 役
- 太平記（1991年1月6日 - 12月8日、NHK総合、大河ドラマ） - 赤橋登子 役
- ホテルウーマン（1991年10月7日 - 12月23日、関西テレビ） - 主演・神尾柊子 役
  - ホテルウーマンスペシャル 神尾柊子のとても長い一日（1992年09月28日）
- …ひとりでいいの（1992年1月11日 - 3月21日、日本テレビ、土曜グランド劇場） - 主演・北川まどか役
- 本当にあった怖い話「送られた心霊写真」（1992年4月13日、テレビ朝日）
- 先生でいたい（1992年9月17日、読売テレビ・日本テレビ、ドラマシティー'92） - 主演・尚子 役
- 天下を獲った男 豊臣秀吉（1993年1月1日、TBS） - お市 ／ 茶々 役（二役）
- 泣きたい夜もある「別れるための新婚初夜」（1993年5月30日、毎日放送） - 加奈子 役
- トーキョー国盗り物語（1993年4月5日 - 5月6日、NHK総合、ドラマ新銀河） - 主演・遠藤美保 役
- 嵐の中の愛のように（1993年7月3日 - 9月25日、読売テレビ） - 主演・沢田美欧 役
- エトロフ遥かなり（1993年8月8日 - 11日、NHK BS） - 岡谷ゆき 役
- 女検事の捜査ファイル（1993年10月21日 - 12月16日、テレビ朝日） - 主演・秋津芳花 役
- ざけんなヨ!!7「めざめろマザコン亭主」（1994年9月、フジテレビ、金曜エンタテイメント） - 主演・大里牧子 役
- 赤ちゃんが来た（1994年11月14日 - 12月8日、NHK総合、ドラマ新銀河） - 主演・遠藤なつみ 役
- 大家族ドラマ 嫁の出る幕（1994年7月14日 - 9月22日、テレビ朝日） - 主演・中川悦子 役
- 環状線に消えた女（1995年7月14日、フジテレビ、金曜エンタテイメント） - 主演・寺内亜木子 役
- タロット日美子の推理 伯備線秘図連続殺人（1995年10月16日、TBS月曜ドラマスペシャル） - 主演・二階堂日美子 役
- 有毒病棟（1995年10月28日、テレビ朝日、土曜ワイド劇場） - 主演・牧野美子 役
- 秀吉（1996年1月7日 - 12月22日、NHK総合、大河ドラマ） - おね 役
- 古畑任三郎 第2シーズン（フジテレビ）- 宇佐美ヨリエ 役
  - 第15回 「笑わない女」（1996年1月17日）
  - 総集編「消えた古畑任三郎」（1996年4月9日）
- 四国情死行（1996年2月23日、フジテレビ、金曜エンタテイメント）
- 竜馬がゆく（1997年1月1日、TBS） - おりょう 役
- 彼（1997年1月7日 - 3月18日、関西テレビ） - 和田涼子 役
- 新・御宿かわせみ（1997年10月16日 - 1998年3月12日、テレビ朝日） - 主演・庄司るい 役
- 海まで5分（1998年6月28日 - 9月20日、TBS、東芝日曜劇場） - 主演・坂本章子 役（薬丸裕英とのW主演）
- 坊さんが、ゆく（1998年10月12日 - 15日、NHK BShi、ハイビジョンドラマスペシャル）
- 赤穂浪士（1999年1月2日、テレビ東京） - 阿久利 (瑤泉院) 役
- 科捜研の女シリーズ（1999年 - 、テレビ朝日） - 主演・榊マリコ 役
  - 科捜研の女 Season1（1999年10月21日 - 1999年12月16日）
  - 科捜研の女 Season2（2000年10月19日 - 12月14日）
  - 科捜研の女 Season3（2001年11月1日 - 12月20日）
  - 科捜研の女 Season4（2002年7月25日 - 9月19日）
  - 新・科捜研の女 Season5（2004年4月15日 - 6月10日）
  - 新・科捜研の女2 Season6（2005年7月14日 - 9月15日
  - 新・科捜研の女3 Season7（2006年7月6日 - 9月7日）
  - 新・科捜研の女スペシャル（2008年3月13日）
  - 新・科捜研の女4 Season8（2008年4月17日 - 6月19日）
  - 科捜研の女 Season9（2009年7月2日 - 9月10日）
  - 科捜研の女スペシャル（2010年3月18日）
  - 科捜研の女 Season10（2010年7月8日 - 9月16日）
  - 科捜研の女スペシャル（2011年3月17日）
  - 科捜研の女 Season11（2011年10月20日 - 2012年3月8日）
  - 科捜研の女 Season12（2013年1月10日 - 3月14日）
  - 科捜研の女 Season13（2013年10月17日 - 2014年3月13日）
  - 科捜研の女スペシャル（2013年12月25日）
  - 科捜研の女 Season14（2014年10月16日 - 12月11日）
  - 科捜研の女 年末スペシャル（2014年12月21日）
  - 科捜研の女 新春スペシャル（2015年1月18日）
  - 科捜研の女 Season15（2015年10月15日 - 2016年3月10日）
  - 科捜研の女 正月スペシャル（2016年1月3日）
  - 科捜研の女 春スペシャル（2016年4月7日）
  - 科捜研の女 Season16（2016年10月20日 - 2017年3月9日）
  - 科捜研の女 正月スペシャル（2017年1月3日）
  - 科捜研の女スペシャル（2017年10月15日）
  - 科捜研の女 Season17（2017年10月19日 - 2018年3月22日）
  - 科捜研の女スペシャル（2018年10月14日）
  - 科捜研の女 Season18（2018年10月18日 - 2018年12月13日）
  - 科捜研の女 正月スペシャル（2019年1月3日）
  - 科捜研の女 Season19（2019年4月18日 - 2020年3月14日）
  - 科捜研の女 Season20（2020年10月22日 - 2020年12月17日）
  - 科捜研の女 Season21（2021年10月14日 - 2022年4月7日）
  - 科捜研の女2022 Season22（2022年10月18日 - 12月20日）
  - 科捜研の女 Season23（2023年8月16日 - 10月4日）[24][25]
  - 科捜研の女 Season24（2024年7月3日 - 9月11日）[26]
- 燃えた花嫁（1999年1月23日、テレビ朝日、土曜ワイド劇場） - 主演・小峰悠 役
- サラリーマン金太郎2（2000年4月9日 - 7月2日、TBS） - 篠塚洋子 役
- 京都の女庭師風水探偵さくら子シリーズ（2000年 - 2002年、ABCテレビ、土曜ワイド劇場） - 主演・松原さくら子 役
  - 京都の女庭師風水探偵さくら子 洛北屋敷の密室殺人!（2000年6月17日）
  - 京都の女庭師 風水ガーデニング探偵さくら子2 開運豪邸遺産相続殺人（2002年7月27日）
- お登勢（2001年4月6日 - 6月22日、NHK総合、金曜時代劇） - 主演・お登勢 役
- 貴賓室の怪人（2002年2月5日、日本テレビ、火曜サスペンス劇場）  - 後藤瑞江 役（高嶋政伸とW主演）
- 盲導犬クイールの一生（2003年6月16日 - 7月28日、NHK総合、月曜ドラマシリーズ） - 主演・仁井三都子 役、ナレーション
- 新選組!（2004年1月11日 - 12月12日、NHK総合、大河ドラマ） - 沖田みつ 役
- 冬のひまわり-「彩・生」より-（2004年3月2日、読売テレビ） - 主演・伊原今日子 役
- 鉄道捜査官シリーズ（2000年 - 2021年、テレビ朝日、土曜ワイド劇場（第1 - 15作）、土曜プライム・土曜ワイド劇場（第16作）、日曜ワイド（第17作）、日曜プライム（第18作）、ドラマスペシャル（第19作）） - 主演・花村乃里子 役
  - 鉄道おんな捜査官 花村乃里子（2000年9月9日）
  - 鉄道おんな捜査官 花村乃里子 私は殺された…鳴門の渦に女の叫び!（2002年10月5日）
  - 鉄道捜査官 津和野トンネル殺人!（2003年9月27日）
  - 鉄道捜査官 愛と哀しみの飯田線（2004年9月11日）
  - 鉄道捜査官 殺意の函館本線（2005年6月4日）
  - 鉄道捜査官 特急スーパーやくもの殺意（2005年10月1日）
  - 鉄道捜査官 大井川SL急行、密室展望車の殺意!（2006年5月13日）
  - 鉄道捜査官 山形鉄道フラワー長井線、狙われた終着駅!（2007年9月29日）
  - 鉄道捜査官 会津鉄道車窓に広がる殺人風景!（2008年10月11日）
  - 鉄道捜査官 わたらせ渓谷鉄道、死を呼ぶ片道切符！（2009年5月30日）
  - 鉄道捜査官 死体は遠い改札口を目指す!?（2010年4月10日）
  - 鉄道捜査官 伊勢鉄道、引き返せない単線列車からの脱出トリック!!（2011年4月30日）
  - 鉄道捜査官 殺意の密室車内パーティ！ 益子焼の里を走るSL特別ダイヤの謎（2012年5月5日）
  - 鉄道捜査官 伊豆急リゾート21号パノラマ展望車で殺された女！箱根ゴールデンルート 空と湖の逆転アリバイトリック（2014年5月3日）
  - 鉄道捜査官 死を呼ぶスケッチ旅行!? 終着駅で炎上する名画の謎!!（2015年4月4日）
  - 鉄道捜査官 富士河口湖・同窓会ツアー連続殺人! 山梨側から静岡側へ瞬間移動!?富士山縦断ダイヤトリック（2016年10月8日）
  - 鉄道捜査官 しなの鉄道「ろくもん」3号車の罠 人気観光列車から消えた美女の謎（2017年6月11日）
  - 鉄道捜査官 全長140キロ！東京〜日光鬼怒川ノンストップ殺人計画!! 警視庁鉄道捜査隊vs特急けごん21号1/30秒の殺意（2018年5月13日）
  - 鉄道捜査官 秩父SLパレオエクスプレス、縁結び殺人ツアー!幻の温泉が暴く衝撃時刻表トリック（2021年8月2日）
- 横山秀夫サスペンス「ネタ元」（2005年9月5日、TBS、月曜ミステリー劇場） - 主演・水島真知子 役
- 新・細うで繁盛記（2006年・2007年、フジテレビ、金曜プレステージ） - 主演・関口加代 役
  - 新・細うで繁盛記（2006年1月20日）
  - 新・細うで繁盛記2（2007年2月23日）
- ひとがた流し（2007年12月1日 - 15日、NHK総合・BShi） - 主演・石川千波 役
- 塗られた本（2007年12月17日、TBS、月曜ゴールデン、松本清張スペシャルドラマ） - 主演・紺野美也子 役
- 松本清張生誕100年特別企画 疑惑（2009年1月24日、テレビ朝日） - 主演・白川球磨子 役
- 動物病院 彩子の事件カルテ（2009年2月4日、テレビ東京、水曜ミステリー9） - 主演・栃尾彩子 役
- 夏樹静子サスペンス イソベン・里村タマミの事件簿シリーズ （2010年・2013年、TBS、月曜ゴールデン） - 主演・里村タマミ 役
  - 見えない貌 イソベン・里村タマミの事件簿（2010年6月7日）
  - 霧氷〜イソベン・里村タマミの事件簿（2013年10月21日）
- 警視庁機動捜査隊216シリーズ（2010年 - 2019年、TBS、月曜ゴールデン⇒月曜名作劇場） - 主演・沢村舞子 役
  - 長い夜（2010年7月19日）
  - 危険な女たち（2011年10月31日）
  - 命の値段（2012年12月24日）
  - 孤独の叫び（2014年9月8日）
  - まだ見ぬ夜明け（2015年12月21日）
  - 絶てない鎖（2016年9月12日）
  - 悪意の果て（2017年6月15日）
  - 傷痕（2017年9月4日）
  - 硝子（ガラス）の絆（2018年6月18日）
  - 引鉄（2019年4月1日）
- 検事・霞夕子シリーズ（2011年 - 2014年、フジテレビ、金曜プレステージ⇒赤と黒のゲキジョー） - 主演・霞夕子 役
  - 検事・霞夕子 森を歩く死体（2011年2月4日）
  - 検事・霞夕子 〜無関係な死〜（2011年9月2日）
  - 検事・霞夕子 〜年一回の訪問者〜（2012年6月8日）
  - 検事・霞夕子 誤認逮捕（2013年6月7日）
  - 検事・霞夕子 幻の罪（2013年12月13日）
  - 検事・霞夕子 〜不能犯〜（2014年5月23日）
  - 検事・霞夕子 〜死人に口あり〜（2014年10月17日）
- シングルマザーズ（2012年10月23日 - 12月18日、NHK総合） - 主演・上村直 役
- 無敵の法律事務所!弁護の鉄人 橘明日香（2015年6月4日、テレビ東京、水曜ミステリー9） - 主演・橘明日香 役
- 遺留捜査 第5シリーズ 最終話（2018年9月13日、テレビ朝日） - 榊マリコ 役[27]
- BS時代劇「小吉の女房」（2019年1月11日 - 3月1日、NHK BSプレミアム） - 主演・お信 役[28]
  - BS時代劇「小吉の女房2」（2021年4月2日 - 5月14日 、NHK BSプレミアム / BS4K）[29]
- お花のセンセイ（テレビ朝日） - 主演・鳳丸子 役
  - 第1弾（2020年8月30日）[30]
  - 第2弾（2021年12月23日）[31]
- 刑事7人 Season9 最終話（2023年8月9日、テレビ朝日） - 榊マリコ 役[32]

### 映画
- 刑事物語3 潮騒の詩（1984年7月7日、東宝、挿入歌「潮騒の詩」を歌唱） - 松村海子 役[注釈 1]（武田鉄矢とW主演）
- ゴジラシリーズ（東宝）
  - ゴジラ（1984年12月15日、東宝） - 奥村尚子 役[3][5]『日本アカデミー賞』新人俳優賞[33]
  - ゴジラvsビオランテ（1989年12月16日、東宝） - 白神英理加 役[3][5]
- 姉妹坂（1985年12月21日、東宝） - 喜多沢杏（三女） 役
- 鹿鳴館（1986年9月20日、東宝） - 清水節子 役
- 映画女優（1987年1月17日、東宝） - 川島聖子 役
- 竹取物語（1987年9月26日、東宝） - 主演・加耶 役
- どっちもどっち（1990年11月10日、東宝） - 青木慶子 役
- ヤマトタケル（1994年7月9日、東宝） - オトタチバナ 役
- ひめゆりの塔（1995年5月27日、東宝） - 主演・宮城千代子 役
- 小津の秋（2007年9月15日、野村企画） - 主演・佐々木明子 役
- 校庭に東風吹いて（2016年9月17日、ゴーゴービジュアル企画 / 映画「校庭に東風吹いて」配給委員会） - 主演・三木知世 役[34]
- 科捜研の女 -劇場版-（2021年、「科捜研の女－劇場版－」パートナーズ / 東映）- 主演・榊マリコ 役

### テレビアニメ
- クレヨンしんちゃん（2019年10月19日、テレビ朝日） - 榊マリコ 役[35]

### 劇場アニメ
- 千と千尋の神隠し（2001年7月20日、東宝） - 千尋の母 役

### 音楽番組
- ミュージックステーション（テレビ朝日）『痛快!ロックンロール通り』挿入歌「Follow me」で出演
- 桑田佳祐の音楽寅さん 〜MUSIC TIGER〜（2001年、フジテレビ）

### 舞台
- 女ぶり（1990年、1992年）
- 殉愛（1993年、1994年）
- 恋しぐれ夢見橋（1994年）
- 藏（1995年、1997年、1999年、2000年）
- 細雪（2000年、2001年、2003年）
- バッドニュース☆グッドタイミング（2001年）
- 天保十二年のシェイクスピア（2002年）
- 仁淀川（2002年）
- お登勢（2005年）
- びっくり箱〜姉妹編〜（2006年）
- いろどり橋（2006年）
- 女ひとり〜ミヤコ蝶々物語（2008年）
- コントライブ いい加減にしてみました3（2010年）
- シングルマザーズ（2011年）
- 男嫌い（2013年）
- 東京喜劇 天然女房のスパイ大作戦（2014年）[36]
- 熱海五郎一座（2014年、2026年〈予定〉）[37]
- 喜劇「台所太平記」（2015年)[38]
- リーディングアクト「一富士茄子牛焦げルギー」（2021年）- おかん役[39] ※東京公演中止
- パートタイマー・秋子（2024年)[40]

### CM・広告
- 金鳥「タンスにゴンゴン」
- カネボウ「BIOカラーネットワーク 〜エフィーネ」
- サントリー「テス」
- はごろもフーズ「シーチキン」
- ヤマザキナビスコ「リッツ」[41](1988年 - 2016年8月31日)
- EH株式会社「エクセルヒューマンのきもの」
- サンワホーム「注文住宅」
- 商工組合中央金庫「ワリショー」
- JAバンク大阪（関西ローカル）
- プリンスホテル 「イメージパートナー」という名称でプリンスホテル広告モデルを務めていた[42]。
- タイガー魔法瓶「クックエース」、「サハラ」、「らくでーす」等
- 富士フイルム 「写ルンですスーパースリム」
- SANKYO 企業CM「ココロの声篇」、「笑顔の歴史篇」
- ロート製薬　50の恵「オイルin」篇・「シミ抑制」篇・「シミにしないぞ」篇・「白髪気にならない」篇・「いいもの、ぎゅっと17年春」篇
- ニコン　「ピカイチ」、「ピカイチズーム」、「ピカイチデュオ」
- ヤマザキビスケット「ルヴァン」（2016年9月1日 - 終了）[43]
- 任天堂
  - 「名探偵ピカチュウ」（2018年3月）
  - 脳を鍛える大人のNintendo Switchトレーニング（2019年12月） - 吉田鋼太郎と共演

### ラジオ
- 沢口靖子音楽の玉手箱（TBSラジオ）
- SUZUKIハッピーモーニング・沢口靖子のいってらっしゃい（1996年 - 2002年、ニッポン放送）

## ディスコグラフィ

### シングル
| #                   | 発売日            | タイトル          | B面               | 規格              | 規格品番          |
| 東芝EMI / EXPRESS   | 東芝EMI / EXPRESS | 東芝EMI / EXPRESS | 東芝EMI / EXPRESS | 東芝EMI / EXPRESS | 東芝EMI / EXPRESS |
| ------------------- | ----------------- | ----------------- | ----------------- | ----------------- | ----------------- |
| 1st                 | 1984年6月21日     | 潮騒の詩          | 不思議な夏        | EP                | ETP-17630         |
| 2nd                 | 1984年11月1日     | さよならの恋人    | 瞳の中のPlanet    | EP                | ETP-17664         |
| ファンハウス        |                   |                   |                   |                   |                   |
| 3rd                 | 1985年11月30日    | 白の円舞曲        | 夕なぎの浜        | EP                | 07FA-1059         |
| 東芝EMI / EASTWORLD |                   |                   |                   |                   |                   |
| 4th                 | 1988年2月25日     | Follow me         | ひかりの素顔      | EP                | RT07-2068         |

### アルバム

#### オリジナルアルバム
| #                   | 発売日         | タイトル     | 規格         | 規格品番     |              |
| ファンハウス        | ファンハウス   | ファンハウス | ファンハウス | ファンハウス | ファンハウス |
| ------------------- | -------------- | ------------ | ------------ | ------------ | ------------ |
| 1st                 | 1985年12月21日 | 春よ来い     | LP           | 28FB-2037    |              |
| 1st                 | 1985年12月21日 | 春よ来い     | CD           | 32FD-1026    |              |
| 東芝EMI / EASTWORLD |                |              |              |              |              |
| 2nd                 | 1988年4月29日  | FOLLOW ME    | LP           | RT28-5181    |              |
| 2nd                 | 1988年4月29日  | FOLLOW ME    | CD           | CT32-5181    |              |

### タイアップ
| 曲名           | タイアップ                                                             | 収録作品                   |
| -------------- | ---------------------------------------------------------------------- | -------------------------- |
| 潮騒の詩       | 配給：東宝株式会社 東宝・キネマ旬報社提供作品『刑事物語3』テーマソング | シングル「潮騒の詩」       |
| さよならの恋人 | 映画『ゴジラ』イメージソング                                           | シングル「さよならの恋人」 |
| Follow me      | TBS系ドラマ『痛快!ロックンロール通り』挿入歌                           | シングル「Follow me」      |